# Теари Сенг
Теари Чан Сенг (англ. Theary Chan Seng) — американская правозащитница камбоджийского происхождения, адвокат, бывший исполнительный директор Центра социального развития и председатель Центра гражданского образования Камбоджи (СИВИКУС). Автор книги «Дочь Полей смерти», где описывает пережитое во время геноцида правления в Камбодже.

## Ранние годы
Теари родилась в 1971 году в Пномпене. Её детство пришлось на годы правления Красных кхмеров в Камбодже. В возрасте семи лет лишилась обоих родителей, многие из её родственников также погибли во время геноцида. После свержения режима в 1979 году вместе с братом переехала в США. В 1995 году стала заниматься правозащитной деятельностью. В 2000 году окончила юридический факультет в Университете штата Мичиган. С этого момента является членом Ассоциации адвокатов штата Нью-Йорк и Американской ассоциации юристов. Вернулась в Камбоджу в 2004 году.